# Zito Barbosa
Zito Barbosa, nome artístico de José Barbosa de Souza (Santa Maria do Cambucá, 1953 – Frei Miguelinho, 1 de maio de 2013) foi um compositor, cantor, produtor musical e teve destaque como locutor/narrador de vaquejada graças a sua forte e brilhante voz e sua vasta criatividade no meio.

## Carreira
Começou a carreira de vaquejada em 1979.  Escreveu várias poesias que conta sua história, onde algumas se encontra no seu livro "Versos e Prosas, Vaqueiros e Vaquejadas". Devido ao sucesso como locutor de vaquejada, em 1998 foi entrevistado por Jô Soares, no programa Jô Soares Onze e Meia, no SBT. Como compositor, já teve suas canções gravadas por Alcymar Monteiro, Cláudio Rios, Galego Aboiador, Sirano e Sirino, dentre outros. Foi apresentador oficial da Missa do Vaqueiro em Serrita - PE por mais de 20 anos, ao lado de artistas como Luiz Gonzaga, Quinteto Violado, Pedro Bandeira e muitos outros. Como produtor musical, produziu vários discos de cantores de forró e aboiadores.

## Obras
- Brasil Pátria Amada (com Galego Aboiador)
- Martírio de Fazendeiro (com Pedro Bandeira)
- Missa de Jacó (com Galego Aboiador)
- Na base do Desafio (com Galego Aboiador)
- Pedi Um, Beijo Sorrindo, Chorando Você Negou (com Galego Aboiador e Sirano)
- Quando a Seca Aparece
- Sonho do Vaqueiro (com Nego do Manduri)
- Tributo a Cocota (com Galego Aboiador)
- Vaqueiro, Cravo e Boi (com Pedro Bandeira)
- Esse Vaqueiro sou Eu (com Galego Aboiador)
- Três dias de Vaquejada (com Alcymar Monteiro)
- Sertão dos Sertões (com Claudio Rios)